# Sean Nelson
Sean Nelson (The Bronx (New York), 9 mei 1980) is een Amerikaans acteur en filmproducent.

## Biografie
Nelson begon op tienjarige leeftijd met acteren in een lokale theatervoorstelling. Nelson heeft gestudeerd aan de Temple University in Philadelphia (Pennsylvania).

## Filmografie

### Films
Uitgezonderd korte films.
- 2024 The Realtor - als Maurice
- 2023 Angie's Cure - als JD
- 2022 A Father's Pride - als rechercheur
- 2014 Deliver Us from Evil - als politieagent
- 2014 The Breaking Point - als Jay
- 2014 The Money - als Sergio
- 2010 Stake Land – als Willie
- 2009 The Taking of Pelham 123 – als ESU medewerker
- 2009 Last of the Night – als gevangene
- 2007 The Mannsfield 12 – als Lil Rich
- 2006 Premium – als Austin Price
- 2005 The Gospel – als jonge Frank
- 2005 Their Eyes Were Watching God – als Hezekiah
- 2002 The Year That Trembled – als Phil Robbins
- 1999 A Stranger in the Kingdom – als Nathan Andrews
- 1999 The Wood – als jonge Mike
- 1998 Bronx County – als Andre
- 1996 American Buffalo – als Bob
- 1994 Fresh – als Fresh

### Televisieseries
Uitgezonderd eenmalige gastrollen.
- 2023 Power Book II: Ghost - als Kai - 3 afl.
- 2022 - 2023 Blue Bloods  als Marcus - 2 afl.
- 2015 Deadbeat - als rechercheur Simmons - 3 afl.
- 2009 Law & Order – als zoon van Van Buren – 2 afl.
- 2005 Miracle's Boys – als Charlie – 6 afl.
- 2000 The Corner – als DeAndre McCullough – 6 afl.
- 1997 Touched by an Angel – als Calvin – 2 afl.
- 1995 – 1996 Sisters – als Jesse Bayliss – 9 afl.

### Filmproducent
- 2017 The Turnaround - film
- 2014 The Breaking Point - film
- 2011 Juxed - korte film
- 2011 Oh What a Tangled Web We Weave - korte film

- Bibliothèque nationale de France: cb14210723v (data)
- Gemeinsame Normdatei: 1146287348
- International Standard Name Identifier: 0000 0001 1946 5578
- Library of Congress Control Number: no00010664
- Nationale Bibliotheek van Tsjechië: xx0183878
- Nationale Bibliotheek van Israël: 987007352158105171
- Nederlandse Thesaurus van Auteursnamen: 144504731
- Virtual International Authority File: 10059924
- WorldCat: E39PBJqQtB7XFVdgrM7QTfcQMP